# T46 (motortorpedbåt)
T46 är en motortorpedbåt, byggd 1957 på Kockums varv, och togs ur tjänst 1975, vilket också var sista året för svenska marinens motortorpedbåtar. Med sin V-botten representerade båten den mest utvecklade och moderna Mtb-serien (42-serien). 
Fartyget inköptes 1986 av kung Carl XVI Gustaf för att bevaras som museifartyg med hemmahamn Gålö. K-märkning skedde 2008. Båten ingår i Veteranflottiljen sedan 1987. Fartyget donerades 2020 av kungen till Sjöhistoriska museet. 
Föreningen Motortorpedbåten T46 Vänner bemannar och driver, sedan 2014, fartyget med ett Bare Boat Charter-avtal.

## Data
- Längd överallt: 23 meter
- Bredd största: 5,9 meter
- Deplacement: 45 ton
- Bestyckning: 2 st 53 cm torpedtuber, 1 st 40 mm automatkanon, 2 st kulsprutor
- Motorer: 3 st 18-cylindriga Isotta Fraschini med cylindervolymen  57 liter, om vardera 1 500 hk
- Toppfart: 45 knop
- Besättning: 16 man
- Hemmahamn: Gålö